# Tatjana Wassiljewna Kisseljowa
Tatjana Wassiljewna Kisseljowa (russisch Татьяна Васильевна Киселёва, auch Tatiana Kiseleva transkribiert; * 21. Januar 1996 in Tula) ist eine ehemalige russische Radsportlerin, die auf Kurzzeitdisziplinen auf der Bahn spezialisiert war.

## Sportliche Laufbahn
2013 und 2014 war Tatjana Kisseljowa bei Junioren-Europa- und -Weltmeisterschaften erfolgreich. 2013 wurde sie gemeinsam mit Jekaterina Rogowaja Junioren-Europameisterin im Teamsprint, im 500-Meter-Zeitfahren errang sie Bronze. Ebenfalls mit Rogowaja wurde sie Vize-Weltmeisterin der Junioren im Teamsprint. Im Jahr darauf wurde sie Junioren-Weltmeisterin im 500-Meter-Zeitfahren und errang zwei Silbermedaillen, im Teamsprint mit Anna Kosinowa sowie im Sprint. Auf europäischer Ebene gewann sie die Juniorentitel im Sprint und im Zeitfahren und wurde Vize-Europameisterin im Keirin.
2016 gewann Kisseljowa bei den UEC-Bahn-Europameisterschaften der U23 zwei Silbermedaillen im Sprint und im Zeitfahren. Im November 2016 startete sie erstmals bei einem Bahnrad-Weltcup in der Elite. Mit dem vierten Platz in der Keirin-Gesamtwertung gelang ihr der Sprung in die Weltspitze. 2017 wurde sie Vize-Europameisterin der U23 im Keirin und belegte mit Natalja Antonowa im Teamsprint Rang drei. Anschließend beendete sie ihre Radsportlaufbahn.

## Erfolge
2013
- Junioren-Weltmeisterschaft – Teamsprint (mit Jekaterina Rogowaja)
- Junioren-Europameisterin – Teamsprint (mit Jekaterina Rogowaja)
- Junioren-Europameisterschaft – 500-Meter-Zeitfahren

2014
- Junioren-Weltmeisterin – 500-Meter-Zeitfahren
- Junioren-Weltmeisterschaft – Sprint, Teamsprint (mit Anna Kosinowa)
- Junioren-Europameisterin – Sprint, 500-Meter-Zeitfahren
- Junioren-Europameisterschaft – Keirin

2016
- Europameisterschaft (U23) – Sprint, 500-Meter-Zeitfahren

2017
- Europameisterschaft (U23) – Keirin
- Europameister (U23) – Teamsprint (mit Natalja Antonowa)